# Le Val-Saint-François
El Valle del Saint-François (Val-Saint-François (en francés)) es un municipio regional de condado (MRC) de Quebec en Canadá. Está ubicado en la región administrativa de Estrie. La sede es Richmond aunque la ciudad más poblada es Windsor.

## Geografía

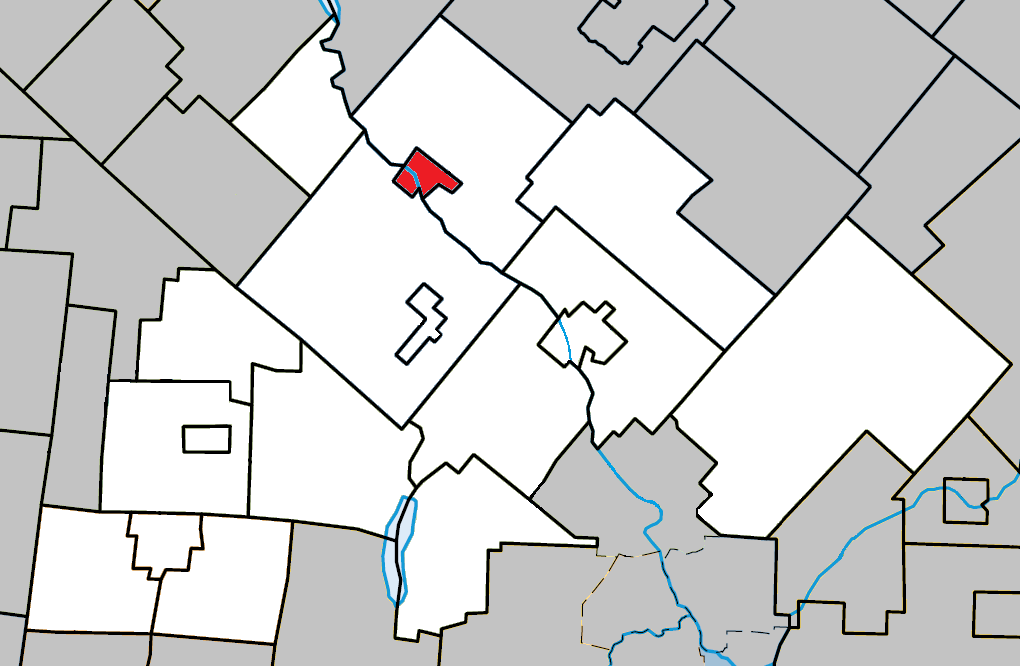
Territorio del MRC del Valle del Saint-François, en rojo Richmond

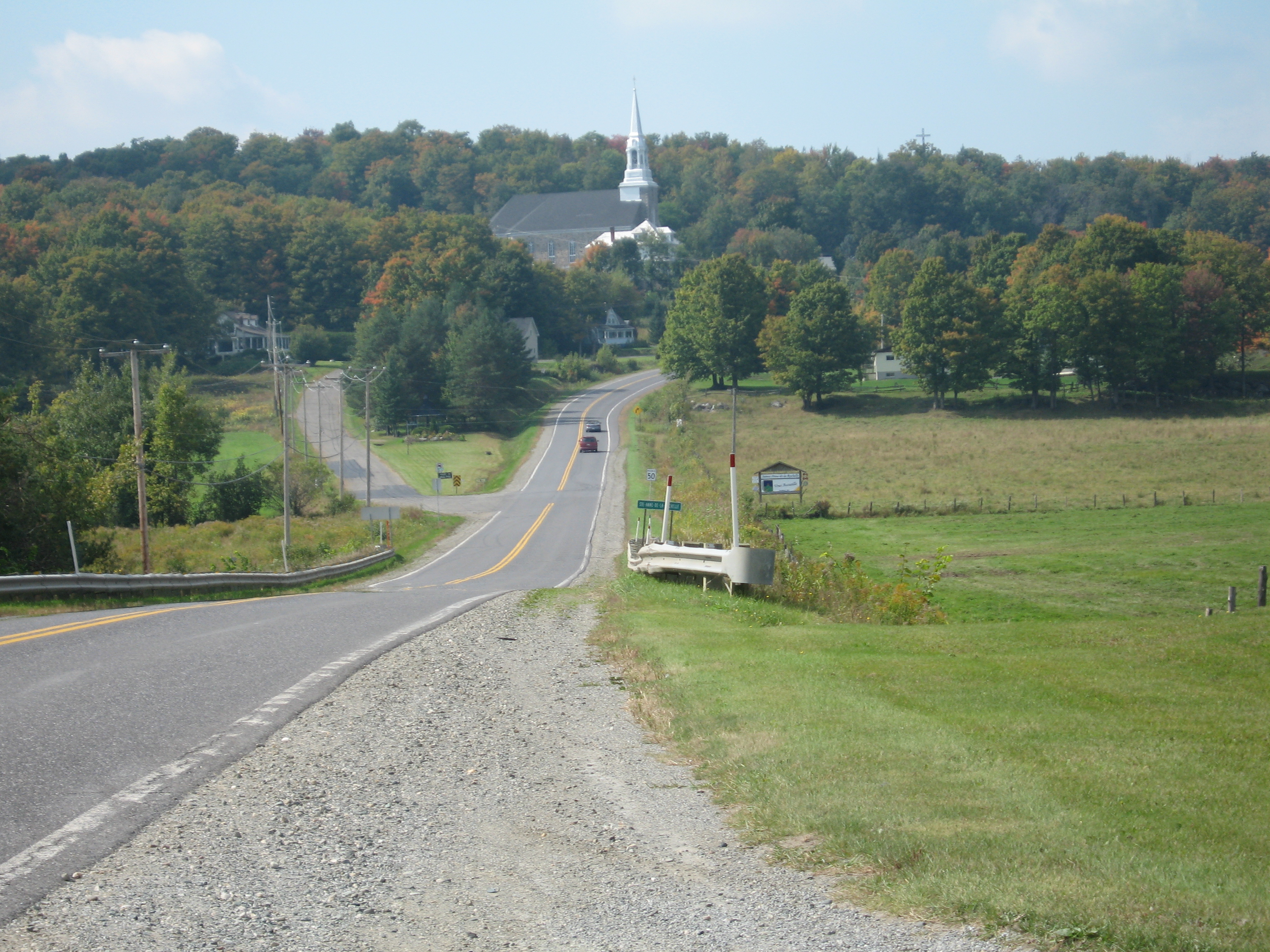
Sainte-Anne-de-la-Rochelle

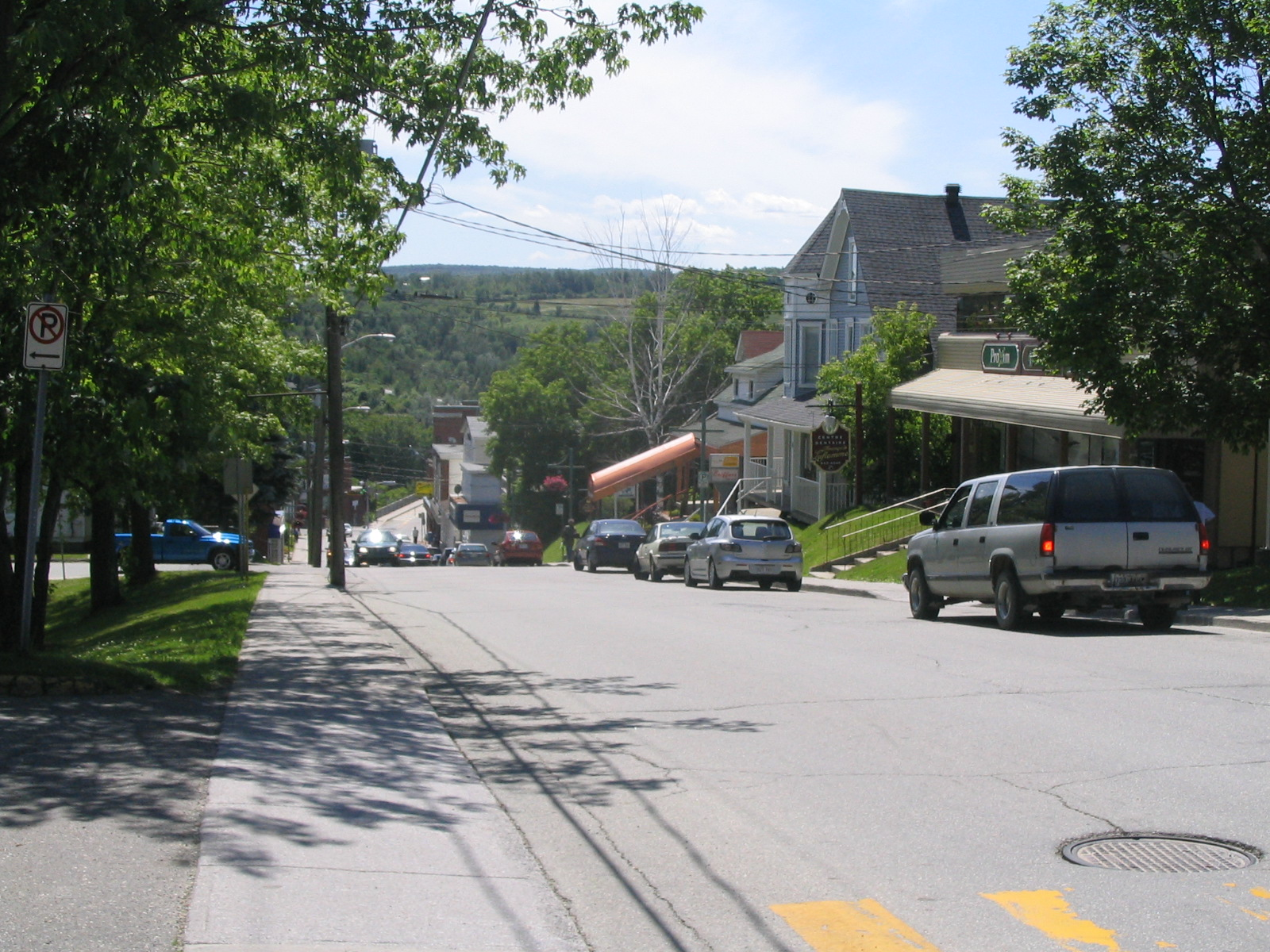
Windsor

El MRC del Valle del Saint-François está ubicado en la cuenca del río Saint-François entre las ciudades de Drummondville y Sherbrooke. Limita al noroeste con el MRC de Drummond, al noreste Les Sources, al este Le Haut-Saint-François, al sureste la ciudad de Sherbrooke, al sur Memphrémagog, al suroeste La Haute-Yamaska, al oeste Acton. Está incluso en el eslabón de Estrie, así cobierto de colinas a las de cuales se suman los montes Stoke al este.

## Historia

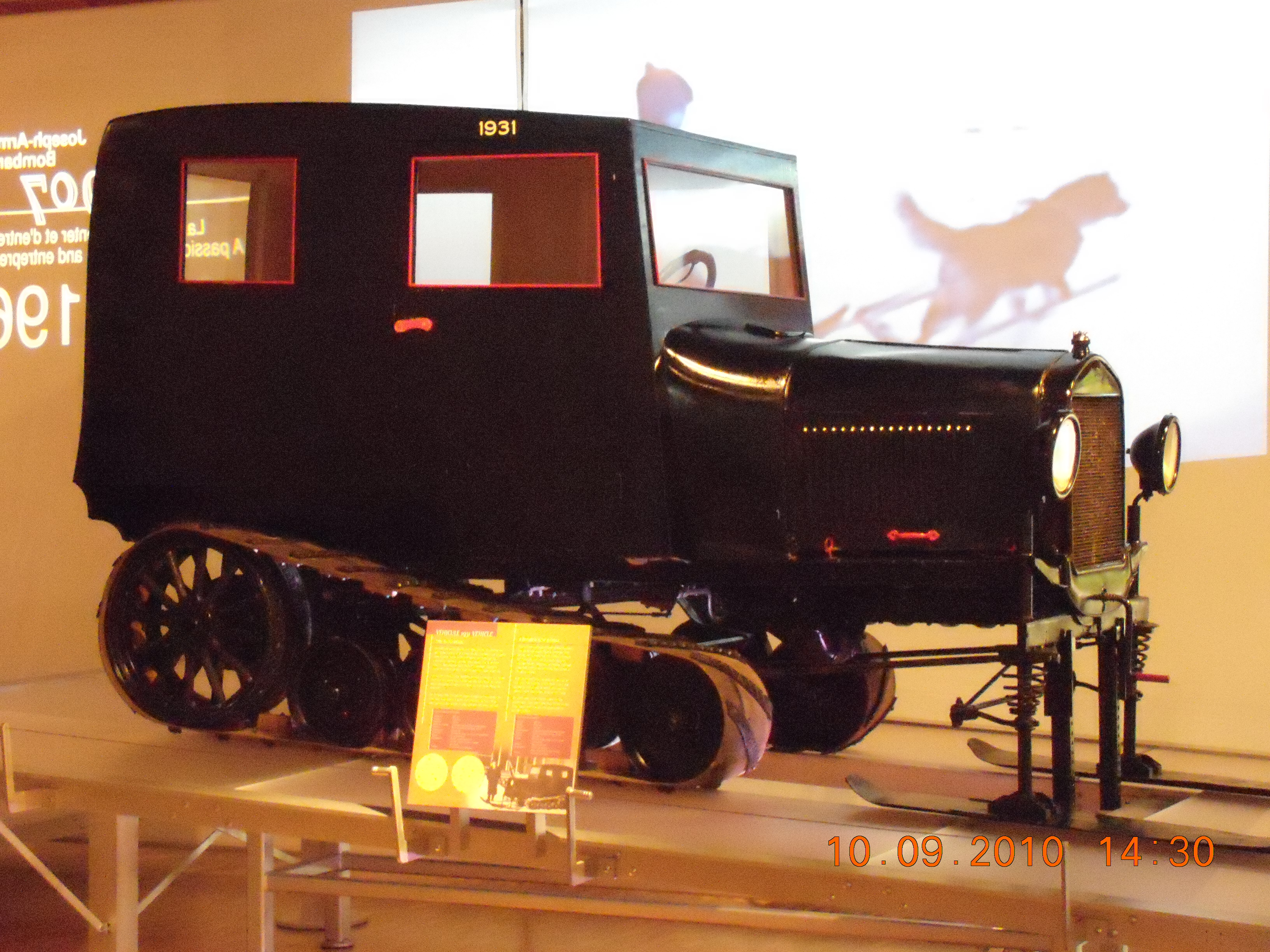
Antepasado de la motonieve 1931

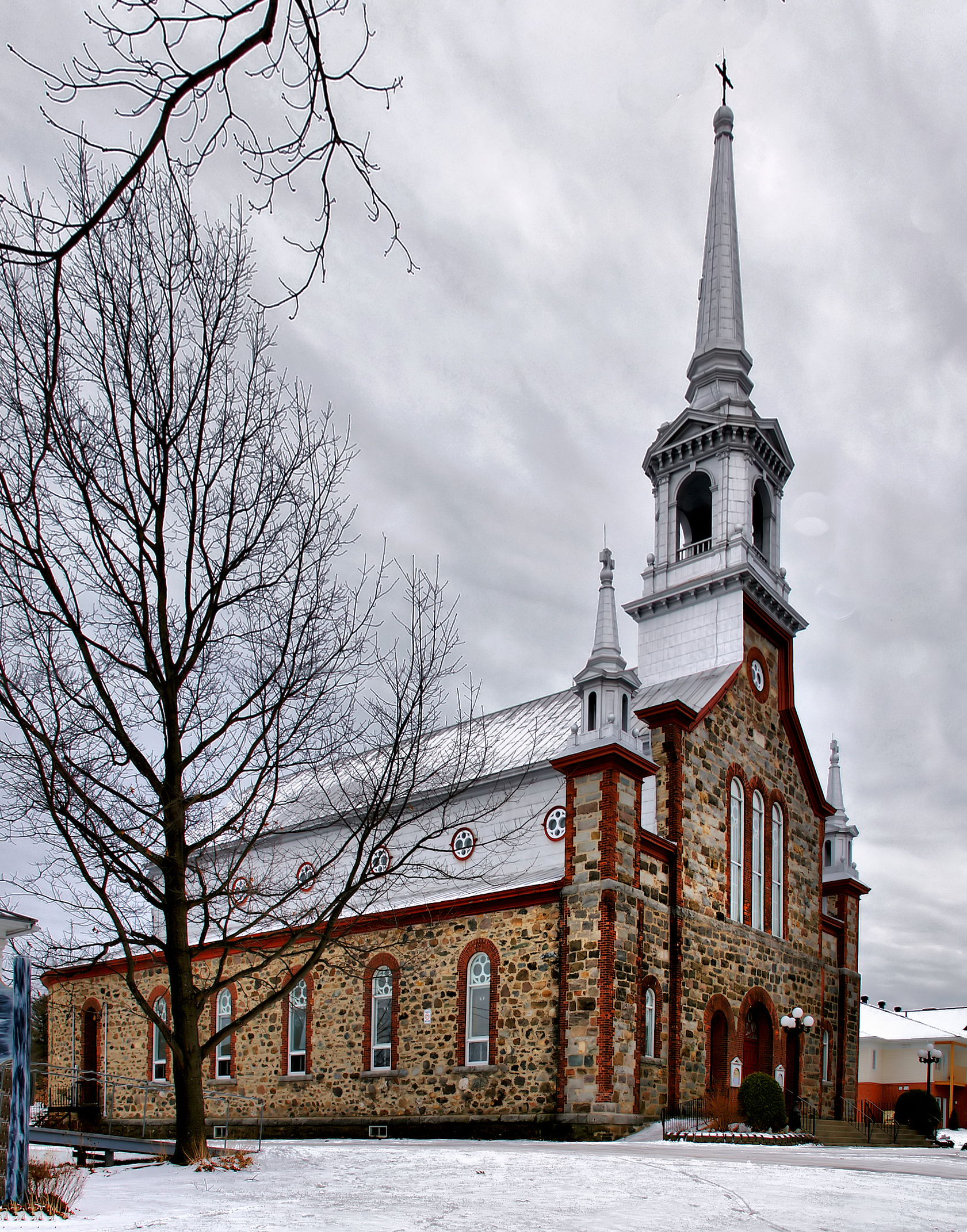
Iglesia Saint-Théophile en Racine

El MRC fue creado en 1982 sucediendo al antiguo condado de Richmond.

## Política
El prefecto actual (2014) es Luc Cayer, alcalde de Stoke. El territorio del MRC forma parte de las circunscripciones electorales de Mégantic, Orford y Richmond a nivel provincial y de Compton-Stanstead, Richmond-Arthabaska y Shefford a nivel federal.

## Demografía
Según el censo de Canadá de 2011, había 18 847 habitantes en este MRC. La densidad de población era de 14,1 hab./km². La población aumentó de 2,1 % entre 2006 y 2011. En 2011, el número total de inmuebles particulares era de 8557, de los que 7740 estaban ocupados por residentes habituales, los otros son desocupados o segundas residencias. La población es en mayoría francófona y rural.
Evolución de la población total, 1991-2014
| Año  | Población total |
| ---- | --------------- |
| 1991 | 32 304*         |
| 1996 | 33 422*         |
| 2001 | 28 383          |
| 2006 | 29 023          |
| 2011 | 29 654          |
| 2014 | 30 353          |

* Datos del antiguo territorio; cambios en el territorio del MRC en 1999 y en 2002.

## Economía
La economía regional es basada sobre la industria de transformación, incluyendo el papel y el zapato.

## Sociedad
El Centro de sanidad y de servicios sociales (CSSS) del Valle del Saint-François regala los servicios a la población del MRC.

### Personalidades
Joseph-Armand Bombardier (1907-1964), inventor y empresarío

## Componentes
Hay 18 municipios en el territorio del MRC del Valle del Saint-François.
| Código | Nombre                            | Tipo          | Fecha de constitución | Área total (km²) | Área agua (km²) | Área tierra (km²) | Población 2014 | Gentilicio (en francés) | Densidad (hab./km²) | DT | Número de concejales | CEP                        | CEF                                              |
| ------ | --------------------------------- | ------------- | --------------------- | ---------------- | --------------- | ----------------- | -------------- | ----------------------- | ------------------- | -- | -------------------- | -------------------------- | ------------------------------------------------ |
| 42005  | Stoke                             | Municipalidad | 01.01.1864            | 252,42           | 0,96            | 251,46            | 2900           | Stokois, e              | 11,5                | S  | 6                    | Mégantic                   | Compton-Stanstead                                |
| 42020  | Saint-François-Xavier-de-Brompton | Municipalidad | 28.12.1887            | 98,70            | 1,23            | 97,47             | 2184           | Tumcodois, e            | 22,4                | S  | 6                    | Richmond                   | Richmond-Arthabaska                              |
| 42025  | Saint-Denis-de-Brompton           | Municipalidad | 06.03.1935            | 75,31            | 5,02            | 70,29             | 3686           | Saint-Denisien, ne      | 52,4                | S  | 6                    | Richmond                   | Richmond-Arthabaska                              |
| 42032  | Racine                            | Municipalidad | 15.02.1995            | 107,41           | 2,70            | 104,71            | 1229           | Racinois, e             | 11,7                | S  | 6                    | Richmond                   | Shefford                                         |
| 42040  | Bonsecours                        | Municipalidad | 20.03.1920            | 61,08            | 0,83            | 60,25             | 614            | Bonsecourois, e         | 10,2                | S  | 6                    | Orford                     | Shefford                                         |
| 42045  | Lawrenceville                     | Pueblo        | 27.04.1905            | 17,20            | 0,03            | 17,17             | 655            | Lawrencevillois, e      | 38,1                | S  | 6                    | Orford                     | Shefford                                         |
| 42050  | Sainte-Anne-de-la-Rochelle        | Municipalidad | 01.07.1855            | 61,86            | 0,23            | 61,63             | 623            | Larochellois, e         | 10,1                | S  | 6                    | Orford                     | Shefford                                         |
| 42055  | Valcourt                          | Ciudad        | 19.10.1929            | 5,48             | 0,04            | 5,44              | 2271           | Valcourtois, e          | 417,5               | S  | 6                    | Richmond                   | Shefford                                         |
| 42060  | Valcourt                          | Cantón        | 01.07.1855            | 80,43            | 0,18            | 80,25             | 1012           | Valcourtois, e          | 12,6                | S  | 6                    | Richmond                   | Shefford                                         |
| 42065  | Maricourt                         | Municipalidad | 01.01.1864            | 62,00            | 0,11            | 61,89             | 539            | Maricourtois, e         | 8,7                 | S  | 6                    | Richmond                   | Shefford                                         |
| 42070  | Kingsbury                         | Pueblo        | 07.07.1896            | 7,07             | 0,20            | 6,87              | 978            | -                       | 22,4                | S  | 6                    | Richmond                   | Richmond-Arthabaska                              |
| 42075  | Melbourne                         | Cantón        | 01.07.1855            | 173,41           | 0,45            | 172,96            | 978            | -                       | 5,7                 | S  | 6                    | Richmond                   | Richmond-Arthabaska                              |
| 42078  | Ulverton                          | Municipalidad | 01.07.1855            | 52,37            | 1,03            | 51,34             | 396            | Ulvertonien, ne         | 7,7                 | S  | 6                    | Richmond                   | Richmond-Arthabaska                              |
| 42088  | Windsor                           | Ciudad        | 29.12.1999            | 14,96            | 0,59            | 14,37             | 5392           | Windsorois, e           | 375,2               | S  | 6                    | Richmond                   | Richmond-Arthabaska                              |
| 42095  | Val-Joli                          | Municipalidad | 01.07.1855            | 92,04            | 0,12            | 91,92             | 1670           | ValJolois, e            | 18,2                | S  | 6                    | Richmond                   | Richmond-Arthabaska                              |
| 42098  | Richmond                          | Ciudad        | 29.12.1999            | 6,86             | 0,01            | 6,85              | 3329           | Richmondais, e          | 486,0               | D  | 6                    | Richmond                   | Richmond-Arthabaska                              |
| 42100  | Saint-Claude                      | Municipalidad | 15.11.1912            | 121,38           | 2,10            | 119,28            | 1085           | Claudien, ne            | 9,1                 | D  | 6                    | Richmond                   | Richmond-Arthabaska                              |
| 42110  | Cleveland                         | Cantón        | 01.07.1855            | 124,13           | 0,75            | 123,38            | 1636           | -                       | 13,3                | D  | 6                    | Richmond                   | Richmond-Arthabaska                              |
| 420    | Valle del Saint-François          | MRC           | 26.05.1982            | 1414,11          | 16,58           | 1397,53           | 30 353         | Valfranciscois, e       | 21,7                | -  | -                    | Mégantic, Orford, Richmond | Compton-Stanstead, Richmond-Arthabaska, Shefford |

DT división territorial, D distritos, S sin división; CEP circunscripción electoral provincial, CEF circunscripción electoral federal 